# Bayerska statsoperan
Bayerska statsoperan (tyska: Bayerische Staatsoper) är ett operaetablissemang i München i Tyskland. Dess hemvist är Nationalteatern i München, liksom även för Fristaten Bayerns statsorkester och statsballet.

## Bildgalleri

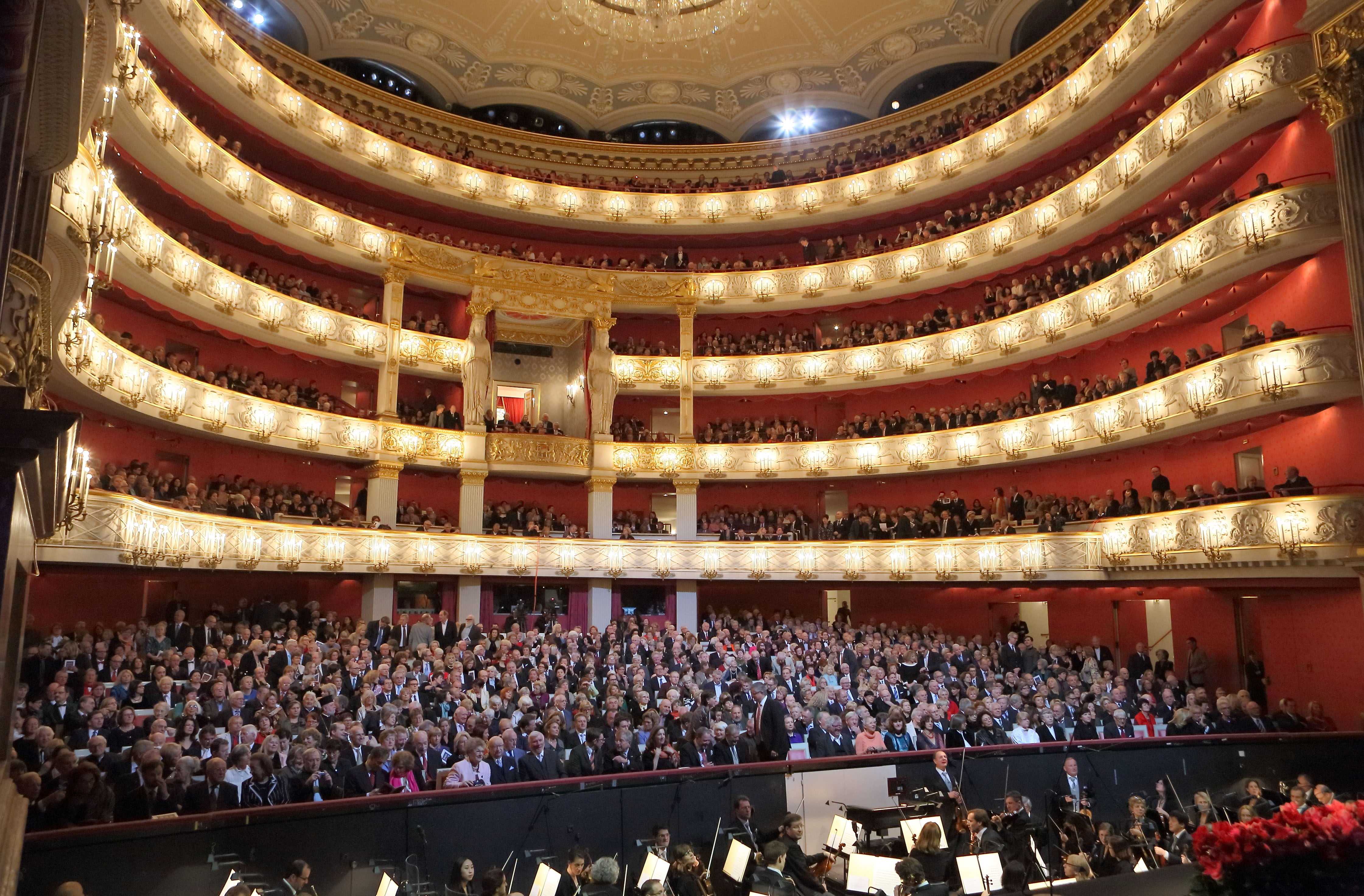
Interiörbild som visar Nationalteaterns läktare